# Born Free Foundation
Die Born Free Foundation ist eine in Großbritannien ansässige Tierschutzorganisation, die sich für Wildtiere und Naturschutz einsetzt und die Schließung von Zoos und Zirkussen erreichen möchte. Sie hat ihren Ursprung in der von dem Schauspielerehepaar Virginia McKenna und Bill Travers zusammen mit ihrem Sohn gegründeten Zoo Check Campaign aus dem Jahr 1984. 

## Organisation
Die Born Free Foundation setzt sich für bedrohte Wildtierarten in deren natürlicher Umgebung und in Gefangenschaft ein. Dabei legt sie Wert auf den Schutz der Tiere als Individuen, als auch auf die Umwelt als Ganzes. Gleichzeitig setzt sie sich dafür ein, das öffentliche Bewusstsein dahingehend zu stärken, dass Wildtiere in ihren natürlichen Lebensräumen verbleiben können. Dies beinhaltet auch die Abschaffung von Zoos.
Im Jahr 1966 hatten McKenna und Travers zusammen an dem Film Born Free gearbeitet. Von der Situation der Wildtiere betroffen begannen sie sich mittels mehrerer Filme und Dokumentationen für Wildtiere und gegen Zoos auszusprechen. 1984 erfolgte zunächst die Gründung der Zoo Check Campaign. Auf diese folgte dann am 20. Juli 1998 die offizielle Gründung der Born Free Foundation. 
Geschäftsführer der Born Free Foundation ist der Sohn der beiden Gründer, Will Travers. Der Hauptsitz liegt in Großbritannien. In  England und Wales ist sie als eingetragene Wohlfahrtsorganisation anerkannt.
Born Free arbeitet weltweit mit Tierschützern innerhalb verschiedener Netzwerke zusammen. Dies sind unter anderem The Ape Alliance, ENDCAP, The Great Apes Survival Project, The People & Wildlife initiative, The Pan African Sanctuary Alliance, Species Survival Network und The International Tiger Coalition.

## Kampagnen
Als Dachverband steuert die Born Free Foundation heute mehrere Kampagnen parallel. Dies sind im Einzelnen die Zoo Check Campaign, Elefriends Campaign, Wolf Campaign, Marine Campaign, Primate Campaign, Big Cat Campaign, und die Bear Campaign.

### Zoo Check Campaign
Die Zoo Check Campaign (deutsch: Zooüberprüfungskampagne) steht im Zentrum der Bemühungen von Born Free. Ziel der Kampagne ist es, Leiden gefangener Tiere zu stoppen. Dazu sollen auch Zirkusse und Zoos schrittweise abgeschafft werden. 
Zusammen mit Endcap hat Born Free im Jahr 2011 den EU Zoo Inquiry (EU-Zoo-Untersuchung) erarbeitet. Nach eigenen Angaben handelt es sich dabei um eine unabhängige Untersuchung zur Bewertung der Umsetzung der EU-Richtlinie 1999/22 in Zusammenhang mit der Haltung wildlebender Tiere in Zoos. Diese Richtlinie wurde von den meisten EU-Mitgliedstaaten im Jahr 2005 (sowie abschließend von Bulgarien und Rumänien 2007) in Kraft gesetzt. Die Untersuchung enthält unter anderem eine Begutachtung von nationalem Recht, der Strafverfolgung und der Einhaltung der Richtlinie einer ausgewählten Zahl an Zoos in 21 Mitgliedstaaten.

### Weitere Kampagnen
- Elefriend Campaign (dt. Ele-Freund-Kampagne): Bekämpfung des Handels von Elfenbein und des Fangs von Elefanten für Zoos
- Wolf Campaign (dt. Wolfskampagne), Schutz des Äthiopischen Wolfs
- Marine Campaign (dt. Meereskampagne): Schutz verschiedener Meeressäuger, Schildkröten und Haien, Abschaffung von Delfinarien
- Primate Campaign (dt. Primatenkampagne): Abschaffung des Verzehrs von Bushmeat und Handel mit exotischen Tieren
- Big Cat Campaign (dt. Großkatzenkampagne): Auffangstationen für Großkatzen.
- Bear Campaign (dt. Bärenkampagne): Abschaffung der Haltung von Bären.

## Unterstützer
Unterstützung erhielt die Organisation bereits von Bryan Adams, Gabriella Cilmi, Mutya Buena, Joanna Lumley und vielen anderen Prominenten.

## Finanzen
Laut Geschäftsbericht lagen die finanziellen Mittel im Jahr 2010 (1. April bis 31. März) bei 4.808.211 Pfund.